# Межбанковский кредит
Межбанковский кредит — кредит, предоставляемый одним банком другому. Основным кредитором на рынке является Центральный Банк. Коммерческие банки выступают в роли заемщиков и кредиторов других коммерческих банков. Обычно заимствование средств осуществляется на основе разовых кредитных договоров или посредством размещения депозитов в других банках.
Большинство межбанковских кредитов рассчитаны на срок до одной недели и менее, большинство — на ночь. Такие кредиты выдаются по межбанковской ставке (также называемой ставкой овернайт, если срок кредита-овернайт).
Банки занимают и кредитуют деньги на рынке межбанковского кредитования для управления ликвидностью и удовлетворения таких нормативных требований, как резервные требования. Процентная ставка зависит от наличия денег на рынке, от преобладающих ставок и от конкретных условий контракта, таких как продолжительность срока. Существует широкий спектр опубликованных межбанковских ставок, в том числе ставка федеральных фондов (США), LIBOR (Великобритания) и Euribor (Еврозона).
Кредитная деятельность коммерческих банков неотделима от операций на рынке межбанковских кредитов. Получение кредитов в других банках даёт возможность пополнять банковские кредитные ресурсы. При избытке ресурсов банк размещает их на межбанковском рынке, при нехватке ресурсов банк покупает их на рынке. Рынок межбанковских кредитов является важной составляющей рынка кредитных ресурсов.

## Виды
На практике используются следующие основные разновидности межбанковского кредита:
- овердрафт по корреспондентским счетам на соответствующем счёте учитываются суммы дебетовых (кредитовых) остатков на корреспондентских счетах банков на конец операционного дня;
- кредиты овернайт, предоставленные (полученные) другим банкам: они предоставляются другим банкам на срок не более одного операционного дня. Этот вид межбанковского кредита используется для завершения расчётов текущего дня;
- операции РЕПО — связаны с покупкой у них ценных бумаг на определённый период с условием их обратного выкупа по заранее обусловленной цене или с условием безотзывной гарантии погашения в случае, если срок операции РЕПО совпадает со сроком погашения ценных бумаг.

Коммерческие банки как экономически независимые кредитные институты самостоятельно устанавливают уровень процентной ставки по межбанковским кредитам в зависимости от спроса и предложения на межбанковском рынке и уровня ключевой ставки.

## Механизм
Рынок кредитных ресурсов фактически разделился на две части: внутрибанковский и межбанковский. В этой ситуации крупные банки со значительным количеством филиалов стали создавать собственные внутрибанковские рынки с целью оптимального использования своих имеющихся кредитных ресурсов.
С целью получения межбанковского кредита банк-должник подает банку-кредитору, как правило, такие документы: заявление; учредительный договор; копию устава, заверенную нотариально; копию лицензии на проведение банковских операций, заверенную нотариально; карточку с образцами подписей и оттиском гербовой печати, также заверенную нотариально; баланс на текущую отчётную дату; расчет экономических нормативов на текущую отчётную дату; показатели деятельности коммерческого банка; форму обеспечения и срочных обязательства. Основным источником информации для определения кредитоспособности заемщика о межбанковских кредитов является баланс банка.
Договор межбанковского кредита должен включать следующие основные положения: 1) предмет договора — предоставление кредита в определённой сумме с определённым сроком погашения 2) права и обязательства банка-кредитора и банка-заемщика; 3) ответственность сторон; 4) порядок разрешения споров; 5) условия изменения договора; 6) особые условия; 7) срок действия договора.
На рынке межбанковских кредитов могут использоваться также банковские векселя и депозитные сертификаты. Депозитный сертификат — это письменное свидетельство банка о депонировании денежных средств, который удостоверяет право вкладчика на получение депозита.
За счет активного использования такого инструмента, как МБК, в рамках межбанковского кредитного рынка удается решить ряд важных проблем:
- поддержка ликвидности финансовых учреждений;
- получение дополнительной прибыли, в случае если банк выступает в роли заемщика;
- доступ к спекулятивным операциям;
- формирование положительного имиджа банка среди других подобных организаций;
- установка связей между банками и доступ к информации об их состоянии.

Принятие банком оптимального решения о продаже и покупке ресурсов на межбанковском рынке возможно лишь при условии точного владение ситуацией на рынке кредитных ресурсов и научного прогнозирования динамики её изменения.

## Российская практика
Предоставление и получение кредитов коммерческими банками на межбанковском рынке регламентируется Законом «О банках и банковской деятельности», Гражданским кодексом, уставами коммерческих банков и кредитными договорами. Кредитные отношения между коммерческими банками определяются на договорной основе путём заключения кредитных договоров, которые должны предусматривать права и обязательства сторон, с надлежащим оформлением дел по межбанковским кредитам. Предоставление межбанковских кредитов должно сопровождаться открытием счетов в соответствии с Планом счетов бухгалтерского учёта коммерческих банков.